# Mombercelli
Mombercelli (piemontiul: Mombërsèj) település Olaszországban, Piemont régióban, Asti megyében. Lakosainak száma 2087 fő (2023. január 1.). Mombercelli Castelnuovo Calcea, Montaldo Scarampi, Rocca d’Arazzo, Vinchio, Belveglio, Montegrosso d’Asti és Rocchetta Tanaro községekkel határos.

## Népesség
A település lakossága az elmúlt években az alábbi módon változott:
| Lakosok száma | 2239 | 2208 | 2087 |
|               | 2017 | 2018 | 2023 |